# Königlich Bayerisches 1. Schwere-Reiter-Regiment „Prinz Karl von Bayern“
Das 1. Schwere Reiter-Regiment „Prinz Karl von Bayern“ war ein Kavallerie-Verband der Bayerischen Armee, der am 16. Juli 1814 als Regiment Garde du Corps in der Pfalz aufgestellt worden war. Der Friedensstandort des Regiments war ab 1815 München.

## Geschichte

### Aufstellung und Entwicklung
Das Regiment wurde am 16. Juli 1814 gemäß Allerhöchster Entschließung als Regiment Garde du Corps in der Pfalz aufgestellt. Das Stammregiment war das 1813 gegründete Nationale 7. Chevauleger-Regiment „Prinz Carl von Bayern“. Zudem wurden von allen anderen bayerischen Kavallerie-Verbänden Personal und Material abgestellt sowie von der Großherzoglichen Würzburgischen Leibgarde 32 Mann übernommen. Bayern hatte bis dahin nur leichte Kavallerie-Regimenter. Das Regiment war in sechs Eskadrons und eine Reserve-Eskadron gegliedert. Der 1. und 2. Eskadron wurden Rappen, der 3. und 4. Braune, der 5. und 6. Füchse sowie dem Trompeter ein Rotschimmel zugewiesen. Nach der Rückkehr aus den Befreiungskriegen gegen Napoleon zog die Garde du Corps in die Isarkaserne auf der Museumsinsel ein. Dort waren der Stab und die 1. bis 3. Eskadron untergebracht, die 4. Eskadron war in Nymphenburg einquartiert. Die 5. und 6. Eskadron befand sich in Schleißheim. Aus hygienischen Gründen wurde später am Ufer der Isar die Neue Isarkaserne gebaut, worin die Kürassiere einzogen. Auf der Museumsinsel verblieb ein Reitplatz.

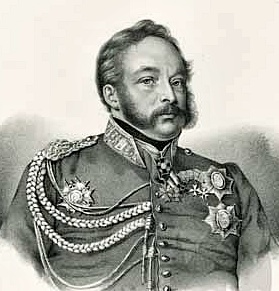
Der erste Regimentskommandeur, Fürst Konstantin zu Löwenstein-Wertheim-Rosenberg (1786–1844)

Zum ersten Oberstkommandanten (die Bezeichnung Kommandeur wurde erst ab 1872 gebräuchlich) wurde Fürst Konstantin zu Löwenstein-Wertheim-Rosenberg ernannt. Der erste Regimentsinhaber war General der Kavallerie Prinz Karl von Bayern. Im Jahre 1815 war das Regiment in vier Feld-Eskadronen mit 456 Mann und 450 Pferden, die Reserve-Division in 18 Unteroffiziere, 26 Reiter sowie 136 Pferden gegliedert. Am 14. Dezember 1815 wurden in Nymphenburg die geweihten Standarten überreicht. Die 1. Division (1. und 2. Eskadron) führte die Leibstandarte, die von reinem Weiß mit schwerer Goldstickerei war, im Medaillon der Namenszug des Königs, auf der anderen Seite das Staatswappen von 1806, beiderseits von gestickten Lorbeerkränzen umgeben, bei den Garde du Corps eine Eichenlaubfolge. Zudem wurden an die Leibstandarte alte weißblaue Bänder gehängt. Die 2. (3. und 4. Eskadron) und 3. Division (5. und 6. Eskadron) hatten blaue Standarten, die silber oder golden bestickt waren. Am 30. April 1818 wurde August Graf von Lerchenfeld-Brennberg zum Oberstkommandanten ernannt. Im Mai 1819 nahm es 80 Mann vom 1. Kürassier-Regiment auf. Am 1. Juli 1822 wurde das Regiment auf vier Eskadronen mit 500 Pferden abgerüstet. Die Masse des Regiments war in München, eine Eskadron in Nymphenburg einquartiert.
Zum 20. November 1825 wurde es in 1. Kürassier-Regiment „Prinz Karl von Bayern“ umbenannt und im Zuge der durch König Ludwig I. angeordneten Sparmaßnahmen der Garde-Rang aufgegeben. Die Leibfahne sowie die Pauken wurden ins Zeughaus abgegeben und die Uniformen vereinfacht.
Mit der Umgliederung zum 1. Kürassier-Regiment wurde am 30. November 1825 begonnen. Am darauf folgenden Tag wurden die 1. und 2. Eskadron des ehem. 1. Kürassier-Regiments als 5. und 6. Eskadron eingegliedert. Die Kriegsstärke betrug nunmehr 1195 Mann und 1159 Pferde, die Friedensstärke 1052 Mann und 690 Pferde. Ab dem 15. Dezember führte Friedrich Freiherr von Hertling das Regiment, der am 22. April 1831 von Leopold Freiherr von Zandt abgelöst wurde.
Zum 28. Oktober 1835 wurde es in Kürassier-Regiment „Prinz Karl von Bayern“, zum 26. April 1848 wieder in 1. Kürassier-Regiment „Prinz Karl von Bayern“ umbenannt. Am 26. Mai 1848 wurde die Aufstellung einer 7. (Reserve-)Eskadron verfügt, die danach als Depot-Bestand geführt und am 1. Januar 1857 wieder aufgelöst wurde. Am 16. Oktober 1849 wurde als erster Bürgerlicher Lorenz Schäzler zum Oberstkommandanten ernannt. Am 21. Oktober 1850 wurden vier Eskadrons mit 378 Kürassieren zum Korps des Generallieutenants Prinz Eduard von Sachsen-Altenburg abkommandiert. Zu Beginn des Jahres 1857 wurde als Stärke 44 Offiziere, 126 Unteroffiziere und 915 Kürassiere gemeldet, davon 215 beurlaubt. Die im Jahre 1858 grassierende Typhus-Epidemie forderte im Regiment 22 Todesopfer. Das Regiment war wegen der Epidemie bis 1859 in Fürstenried, Schleißheim, Freising und Benediktbeuern untergebracht. 1859 übernahm es wieder Quartier in München, eine Eskadron in Nymphenburg. Am 24. April 1859 erfolgte die Wiedererrichtung der 7. Eskadron, welche am 21. Dezember 1863 wieder aufgelöst wurde. Die 5. und 6. Eskadron wurde in den Jahren 1859 und 1863 vorübergehend zum kombinierten 3. Kürassier-Regiment als 1. und 2. Eskadron kommandiert. Im Jahre 1862 wurde eine weitere Eskadron nach Nymphenburg, und eine Eskadron nach Benediktbeuern ausgelagert. Am 26. März 1863 stiftete Prinz Karl dem Regiment 10.000 fl, über deren Zinsen der Regimentskommandeur verfügen sollte. Schon über mehrere Jahre übergab der Prinz dem Regiment ca. 950 fl für Bibliothek, Musik und Fechtmeister. Ab 1864 war das Regiment geschlossen in der Garnison München stationiert.
An bayerische Kürassiere wurden bestimmte körperliche Anforderungen gestellt: die schwere Cavalerie erfordert eine Größe von wenigstens 5 Fuß 11 Zoll, [ca. 172/173 cm] und breitschulterige, stämmige, aus den Hüften gewachsene Leute, damit die Cuirasse nicht durch Aufliegen auf den Hüften beschwerlich fallen.

### Krieg gegen Preußen1866

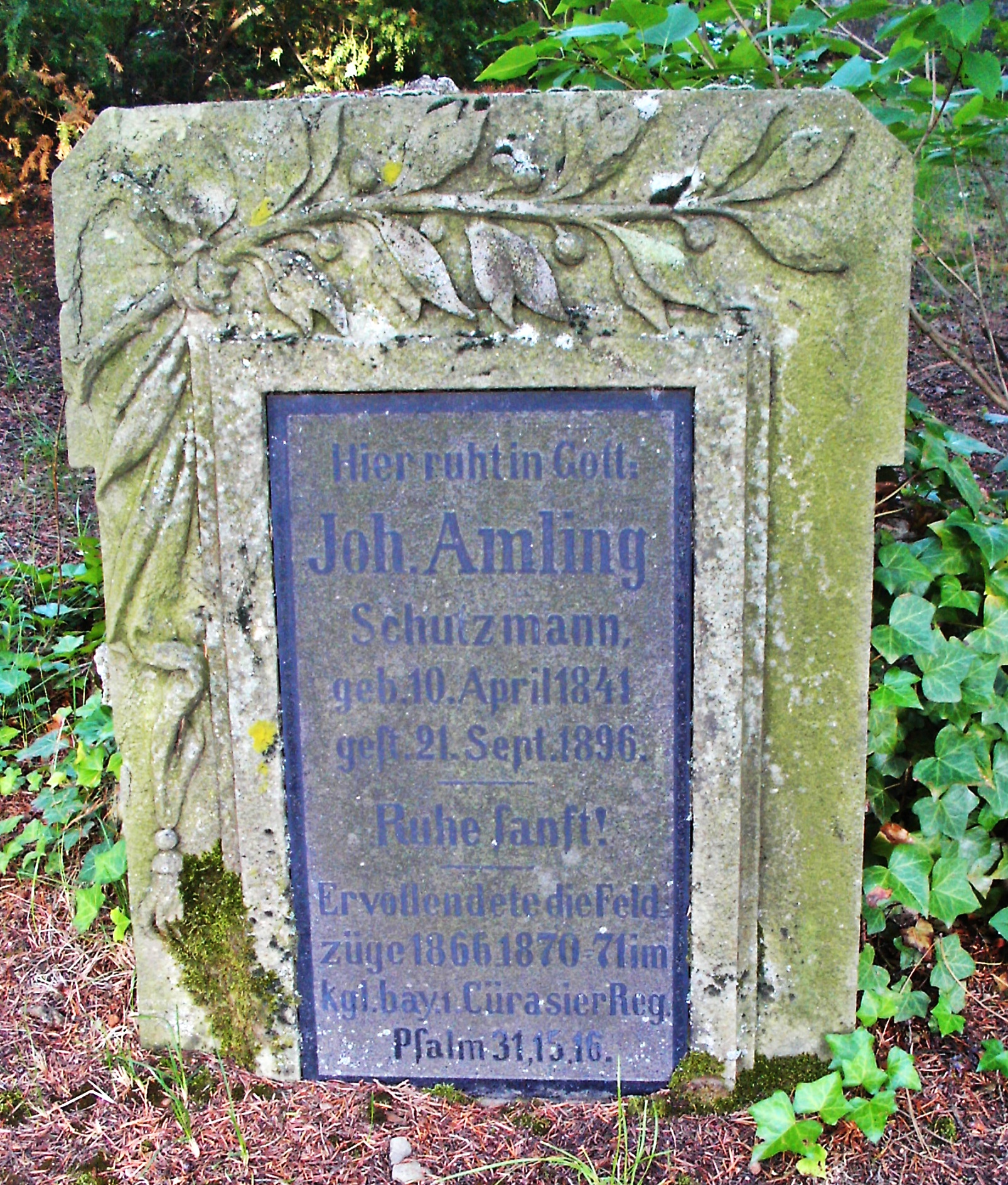
Grab des Veteranen Joh. Amling (1866 u. 1870/71) vom 1. Bayerischen Kürassier-Regiment; Hauptfriedhof Neustadt an der Weinstraße (2012)

In der Phase der Mobilmachung wurde im Jahre 1866 eine Reserve-Eskadron und ein Depot aufgestellt. Das Regiment trat mit zwanzig Offizieren, zwei Ärzten, zwei Beamten, 64 Unteroffizieren, zwölf Trompetern, 415 Kürassieren sowie 469 Pferden unter dem Kommando von Oberstkommandant Ernst von Schubaert, der das Regiment seit 24. August 1862 führte, an und war in vier Eskadrons gegliedert. Es war der Kürassier-Brigade des Reserve-Kavallerie-Korps unter General der Kavallerie Fürst Turn und Taxis unterstellt. Nach dem Gefecht bei Hünfeld (Neuwirtshaus) am 4. Juli 1866 brach aufgrund falschen Alarms und mangelnder Führungspraxis eine Panik in der bayerischen Reiterei aus. Die 2. und die Hälfte der 4. Eskadron waren vollkommen zersprengt. Es dauerte etwa eine Woche, bis die meisten wieder zum Regiment zurückfanden. Dabei war ein Offizier gefallen, siebzehn Mann und achtzehn Pferde gingen verloren. Am 13. Juli 1866 wurde Ersatz von einem Oberlieutenant, 32 Kürassieren und 33 Pferden, am 22. Juli von einem Lieutenant, 31 Kürassieren und 38 Pferden aufgenommen. Am 26. Juli 1866 wurde die Tagesstärke des Regiments mit 19 Offizieren, 47 Unteroffizieren, 13 Spielleuten, 316 Kürassieren sowie 376 Pferden angegeben. Am selben Tag ritt das Regiment eine Attacke bei den Hettstädter Höfen.
Das Regiment hatte während des Deutschen Krieges zu beklagen:
- Tote: ein Lieutenant, ein Trompeter, vier Kürassiere sowie drei Pferde
- Verwundete: zwei Unteroffiziere, ein Trompeter, sieben Kürassiere
- Vermisste: neun Kürassiere und 19 Pferde.

Am 18. August 1866 erhielt Johann Feichtmayr das Kommando über das Regiment. Am 2. September wurden die Reserve-Eskadron und das Depot wieder aufgelöst. Am 11. Mai 1867 wurden die 1. und 4. Eskadron des 3. Kürassier-Regiments einverleibt, das Regiment war nunmehr in fünf Eskadrons gegliedert. Am 1. August 1867 gab das Regiment 82 Mann an das 3. Chevaulegers-Regiment ab. Ein Jahr später (1. August 1868) wurden vier Kürassiere, ein Schmied, ein Sattler und dreizehn Pferde zur Aufstellung der Equitations-Anstalt überstellt.

### Krieg gegen Frankreich1870/71
Am 29. Juli 1870 machte das Regiment, gegliedert in vier Feldeskadrons, mit insgesamt 620 Kürassieren, 618 Pferden und sieben Fahrzeugen mobil. Es war der Schweren Kavallerie-Reserve des I. Armee-Korps (Generalleutnant von und zu der Tann) unterstellt. Bei Beaumont am 30. August 1870 und bei Bazeilles am 1. September 1870 war es als Reserve bereitgehalten. Vom 5. bis 24. September war das Regiment mit der Bewachung von Kriegsgefangenentransporten beauftragt. Am 6. September 1870 traf Ersatz in Stärke ein Offizier, drei Unteroffiziere und fünfzig Kürassiere, am 6. Oktober in Stärke 110 Mann und 50 Pferde ein. Bei Chevilly trat das Regiment mit einer Gefechtsstärke von 21 Offizieren und 537 Mann unter dem Kommando der preußischen 4. Kavallerie-Division „Prinz Albrecht“ an. Dabei wurden von zwei Eskadronen zwanzig Franzosen gefangen genommen, hatte dabei aber auch den ersten Gefallenen zu beklagen. In der Umgebung von Orléans versah das Regiment am 12. Oktober 1870 Aufklärungsdienst. Die 2. Eskadron konnte hierbei wieder die Verbindung mit der preußischen 22. Division herstellen. Es wurden ein Kürassier und zwei Pferde verwundet. In der Schlacht bei Coulmiers am 9. November 1870 musste das Regiment Verluste von zwei Toten und vier Verwundeten hinnehmen, ein Kürassier wurde vermisst. Die Gefechtsstärke betrug am Ende des Tages zwanzig Offiziere und 571 Mann. Zum Gefecht bei Villepion am 1. Dezember 1870 trat das Regiment in einer Stärke von zwanzig Offizieren und 486 Mann an, die Erkrankungen aufgrund der nasskalten Witterung machten sich hinsichtlich der Gefechtsstärke bemerkbar. Tags darauf am 2. Dezember war es zur Verteidigung eingesetzt und verlor dabei zwei Pferde. Am 6. Dezember nahm es bei Beaugency an der Verfolgung der französischen Truppen ohne Verluste teil. Von 4. Januar bis 2. Juni 1871 war das Regiment im Belagerungsring von Paris bei Grisy, Cossigny und Charenton eingesetzt. An der Kaiserproklamation in Versailles am 18. Januar 1871 durften Rittmeister Rhomberg mit den Unteroffizieren Gstatter, Bechteler und Edmayer teilnehmen. Am 2. Juni 1871 erfolgte der Abmarsch von Paris nach Straßburg, das die Truppe am 9. Juli 1871 erreichte. Einen Tag später befand sich das Regiment wieder in München. Die Tagesdienststärke am 8. Juli 1871 wurde mit 18 Offizieren, 494 Mann und 493 Pferden angegeben.
Während des Krieges hat das Regiment zu beklagen
- drei gefallene Kürassiere und sechs tote Pferde
- vier Verwundete
- drei Vermisste und ein entlaufenes Pferd und
- fünfzehn Mann, die an Krankheiten starben.

Am 18. Februar 1873 übernahm Prinz Leopold von Bayern das Kommando über das Regiment. Mit dem 1. November 1875 wurde Edmund Rhomberg zum Kommandeur des Regiments ernannt, Prinz Leopold 1878 à la suite gestellt. 1876 wurden der Kürass und der Metallhelm abgegeben. Damit war die Zeit dieses Regiments als Schlachten-Kavallerie beendet. Zum 29. November 1878 wurde es in 1. Schweres Reiter-Regiment „Prinz Karl von Bayern“ umbenannt. 1880 wurde wiederum ein Angehöriger des Hauses Wittelsbach, Prinz Max Emanuel in Bayern, à la suite gestellt. 1882 erhielt das Regiment die Standarte der 1. Division, die es bis 1919 innehatte. Am 9. September 1897 wurde Prinz Leopold zum Inhaber des Regiments ernannt, es behielt jedoch die Bezeichnung „Prinz Karl von Bayern“. Im März 1900 wurde eine Eskadron Jäger zu Pferd aufgestellt, das durch Abgaben aller Kavallerieregimenter rekrutiert wurde. Sie hatte eine Gefechtsstärke von einem Rittmeister, vier Offizieren, einem Veterinär, sechzehn Unteroffizieren sowie 118 Mannschaften und war dem Regiment unterstellt. Für die China-Expedition im Jahre 1900 wurden von den über sechzig Freiwilligenmeldungen ein Zug in Stärke ein Offizier, drei Unteroffiziere und 27 Mann ausgewählt und abkommandiert. 1902 zogen die Schweren Reiter in die neu erbaute Prinz-Leopold-Kaserne am Oberwiesenfeld. Damit entfiel das tägliche Ritual des Paradierens durch die Stadt von der Isar an das Oberwiesenfeld, was die Münchner sehr bedauerten. War es doch eine Attraktion, wenn 700 Reiter mit ihren Lanzen mit wehenden weißblauen Wimpeln und in blauer Uniform, unterstützt von einem Kavallerie-Musikkorps voran, täglich durch die Stadt ritten und das Volk in ihrem grauen Alltag unterhielten. Mit ihrem Ableben am 6. Dezember 1902 hinterließ die Tochter Stephanie des 1872 verstorbenen Rittmeisters Karl Zur Westen dem Regiment 20.000 Reichsmark, deren Zinsen jeweils am 4. November nach Ermessen des Regimentskommandeurs verteilt werden sollten. In Südwestafrika kämpften 1904/05 einige Reiter als Freiwillige. Am 1. Oktober 1905 wurde die Eskadron Jäger zu Pferd als 1. Eskadron zum neu aufgestellten 7. Chevaulegers-Regiment versetzt. Von 15. Juli 1892 bis 18. Dezember 1899 war Prinz Alfons von Bayern Regimentskommandeur und stand ab 1901 à la suite. Während dieser Zeit wurde am 9. September 1897 Prinz Leopold von Bayern zum Inhaber des Regiments ernannt. Der damalige General der Kavallerie Prinz Leopold von Bayern stiftete am 11. November 1905 dem Regiment 10.000 Goldmark, dessen Zinsen zur Beschaffung von Reit- und Schießpreisen sowie für die Angehörigen der Offizier-Speiseanstalt verwendet werden sollten. Von 31. März 1910 bis 1. Oktober 1912 war noch einmal ein Angehöriger des Königshauses Kommandeur des Regiments: Prinz Franz von Bayern, der das Kommando an Major Joseph von Tannstein genannt Fleischmann übergab. Ebenfalls im Jahre 1912 wurde Oberst Herzog Ernst August von Braunschweig à la suite gestellt. Der Herzog, der fünf Jahre als Oberleutnant im Regiment gedient hatte, stiftete 1913 eine Summe von 10.000 Goldmark an das Regiment. Im Juli 1914 feierte das Regiment sein hundertjähriges Bestehen. Auf Vorschlag des Landtages wurden ihm von König Ludwig III. wieder die schönen Pauken des Regiments Garde du Corps übergeben, die jedoch am 2. August 1914 wegen der Mobilmachung schon wieder abgegeben werden mussten. Rittmeister Luitpold Graf Wolffskeel von Reichenberg und Oberleutnant Freiherr von Könitz verließen noch vor Beginn des Ersten Weltkrieges das Regiment und wechselten zur neu aufzustellenden Fliegertruppe.

### Erster Weltkrieg

#### 1914

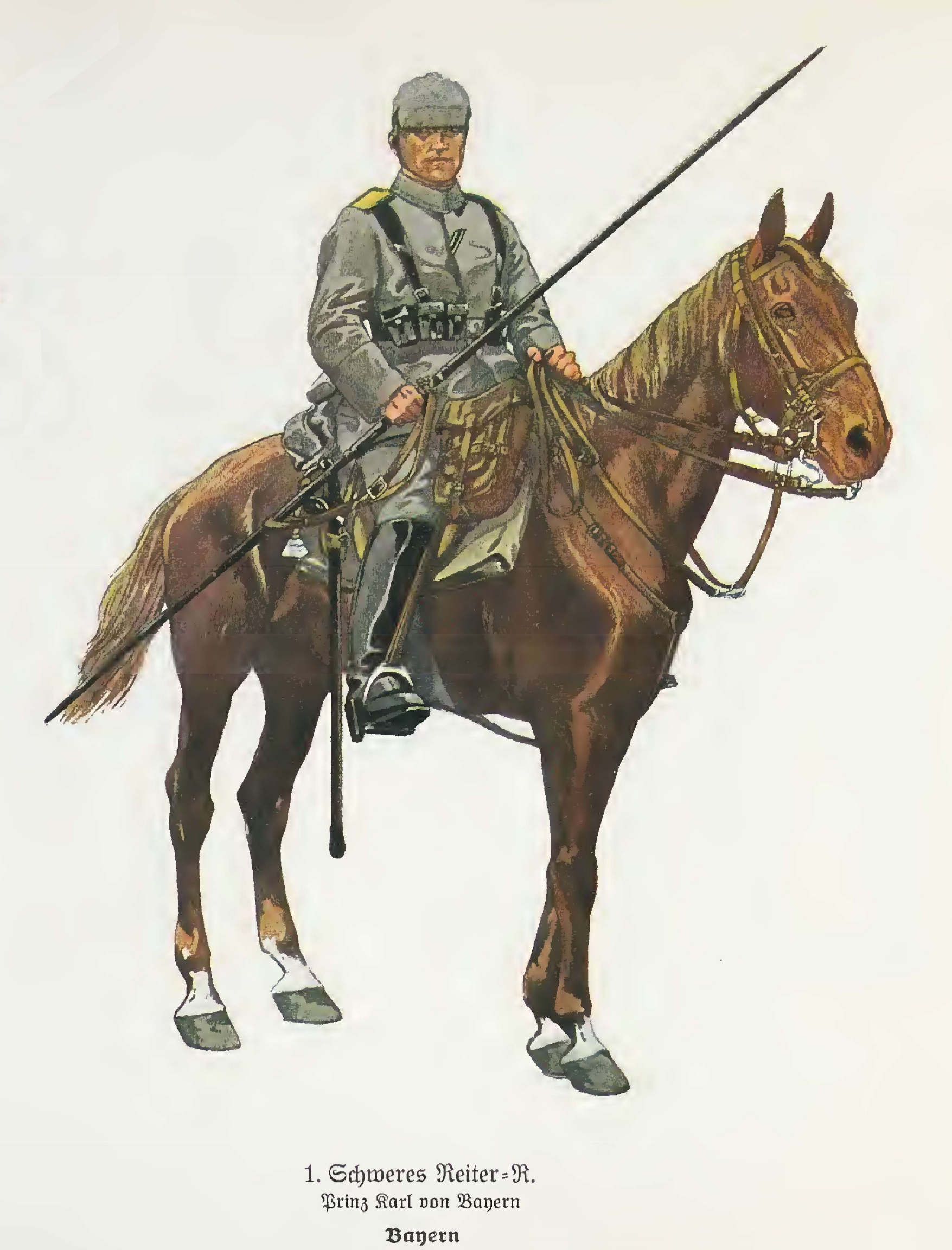
Reiter des Regiments in feldgrauer Uniform (1915)

Zu Beginn des Ersten Weltkriegs trat das Regiment mit seiner 1., 2., 4. und 5. Eskadron in Stärke von 36 Offizieren, 690 Reitern und 760 Pferden an. Es war der 1. Kavallerie-Brigade/Kavallerie-Division unterstellt. Die 3. Eskadron war Ersatz-Eskadron. Außerdem wurden vom Regiment im August 1914 die 1. Landwehr-Eskadron sowie die 1. Landsturm-Eskadron des I. Armee-Korps der 6. Armee aufgestellt. Von 6. bis 14. August 1914 war das Regiment als Grenzschutz in Lothringen eingesetzt. Dabei führte die 2. Eskadron unter Rittmeister Prinz Heinrich von Bayern am 13. August 1914 die erste und letzte klassische Reiterattacke des Regiments bei Gondrexon. Dabei fielen ein Unteroffizier, sechzehn Pferde sowie fünf Mann wurden verwundet, darunter Prinz Heinrich. Im weiteren Verlauf der Schlacht in Lothringen bis 23. August 1914 entstanden nur geringe Personalverluste, allerdings waren 200 Pferde durch Tod oder Erkrankung verloren gegangen. In den Gefechten bei den Côtes Lorraines vom 9. bis 30. September hatte man Verluste von fünf Gefallenen und drei Verwundeten zu beklagen. Danach erhielt der Regimentskommandeur Major Joseph von Tannstein am 6. Oktober 1914 das Ritterkreuz des Militär-Max-Joseph-Ordens verliehen. Bei Kämpfen im Raum Lille-Lens von 4. bis 12. Oktober 1914 fielen am 7. Oktober ein Reiter und sechs Pferde, zwei Offiziere und zehn Reiter wurden verwundet sowie ein Reiter und 49 Pferde vermisst. Am 13. Oktober wurden bei Neuf-Berquin nochmals ein Offizier und dreizehn Reiter verwundet. Mitte Oktober kurz an der Lys eingesetzt, gelangte das Regiment in die Gegend vor Ypern, wo es bis 4. November 1914 blieb. Beim Sturm auf Hollebeke am 21. und 24. Oktober musste das Regiment den Verlust von dreißig gefallenen bzw. verwundeten Reitern hinnehmen. Vor Gheluvelt (2. bis 4. November 1914) hieß es für 200 Reiter „Absitzen“ und es wurde eine Schützen-Eskadron gebildet.
Die Verluste des Regiments über die letzten dreißig Tage sind unbekannt. Gemessen an denen der Kavallerie-Division waren sie jedoch beträchtlich. Am 11. November 1914 traf der ersehnte Ersatz von vier Unteroffizieren, 72 Reitern und 92 Pferden ein. In den Gefechten bei Warneton am 14. und 29. November verlor das Regiment neun Reiter, davon zwei Tote.

#### 1915
Von 21. Januar bis 30. März 1915 lag das Regiment als Armee-Reserve in der Festung Metz. In der Zeit erhielt es nochmals Ersatz von drei Unteroffizieren, 122 Reitern und 142 Pferden. Danach wurde es an die Ostfront verlegt und war ab April 1915 bei der Armeegruppe „Lauenstein“ in Litauen und Kurland eingesetzt. Am 26. April zunächst in Rossienie, stand man zwei Tage später im schweren Kampf bei Kielmy. Im Gefecht bei Schaulen am 29. und 30. April 1915 gelang der 2. und 5. Eskadron die Zerstörung der wichtigen Bahnlinie bei Radziwilischki. Die Aufklärungsabteilung des Regiments „Gonnermann“ der 1. und 4. Eskadron machte 300 Gefangene. Am 1. Mai 1915 focht die Aufklärungsabteilung „Gonnermann“ erfolgreich bei Poszwityn, wofür Rittmeister Karl Gonnermann mit dem Ritterkreuz des Militär-Max-Joseph-Ordens ausgezeichnet wurde. Nach dem Gefecht bei Beisagola am 5. Mai rückte man am 7. Mai nach Kiejdany und war dort zur Sicherung der Kavallerie-Division bis Kople-Dolne eingesetzt. Von Krakinow (8. Mai) über Szadow (9. Mai) kam das Regiment nach Szawlany (10. Mai), wo es zur Sicherung eingesetzt wurde. Bei Skaisgiry gelang die Einschließung russischer Truppenteile. Am 11. Mai 1915 kam es zu einem schweren Gefecht beim Gut Johanpol in der Gegend von Szydlowo, man musste hinter die Dubissa ausweichen. Am 28. Mai 1915 erreichte das Regiment Jozefowo. Am 29. Mai nahm das Regiment am Angriff der Kavallerie-Division im Verbund mit der preußischen 3. Kavallerie-Division auf Lawgola-Swirnie teil. Bis Ende Juni erreichte es noch Cytowiany. Am 1. Juli 1915 wurde Kurt Scherf das Kommando über das Regiment übertragen, das er bis zum Kriegsende behielt. Danach hatte das Regiment bis 13. Juli 1915 einen 35 km breiten Geländeabschnitt zwischen Szydlowo und dem Rekijiew-See zu halten. Am 25. Juli 1915 ging das Regiment bei Kineiki zur Verfolgung der Russen über. Am 3. und 4. August kam es zu einem Gefecht bei Onikschty. Nach gewaltsamer Aufklärung um Wilkomierz (6. und 7. August) kämpfte es am 12. und 19. August 1915 in der Schlacht bei Schymany-Ponedeli. An der Swienta und Jara ging das Regiment am 20. August 1915 in die Verteidigung über und hatte bis 8. September Stellungskämpfe zu bestehen. Von 9. September bis 2. Oktober 1915 war das Regiment bei Wilna eingesetzt. Der Pferdebestand war bis Oktober 1915 auf ca. fünfzig Pferde je Eskadron zusammengeschmolzen. An der Komeika (Nebenfluss der Birveta) fand der Vormarsch ein Ende und das Regiment ging am 20. Oktober 1915 zwischen Mazischki und Swirki-See in Stellung.

#### 1916
In diesem Jahr wurde eine Maschinengewehr-Eskadron aufgestellt. Mitte April wurde das Regiment von der Front in den Raum Kowno-Olita zur Erholung herausgezogen, wo es sich bis 6. Juli 1916 aufhielt. Am 8. Juli 1916 wurde das Regiment an den Stochod verlegt, um an der Abwehr der russischen Brussilow-Offensive teilzunehmen. Während der Kämpfe bei Tscherwischtsche und Toboly von 18. bis 30. August 1916 musste das Regiment schwere Verluste hinnehmen, was sich am 10. September nochmals wiederholte. Der Stellungskampf am Stochod zog sich bis Anfang 1917 hin.

#### 1917
Am 13. Juli 1917 war das Regiment an der Lomeika an den Kämpfen um die Höhen bei Berlohy beteiligt. Am 19. Juli widerstand es den russischen Angriffen bei Brody-Stanislau in Galizien. Am 26. Juli 1917 trat das Regiment unter der Kavallerie-Division bei Kolomea zum Gegenangriff an, der bei Sadagora am 5. August 1917 endete. Für die ausgesprochen schneidige Durchführung des Gegenangriffs wurde dem Regimentskommandeur, Oberstleutnant Kurt Scherf, das Ritterkreuz des Militär-Max-Joseph-Ordens verliehen. Von 3. September bis 20. November 1917 war es im Raum Radautz im Stellungskrieg eingesetzt. Mit dem Friedensvertrag von Brest-Litowsk war das Regiment ab 21. November 1917 als Besatzungstruppe im Raum Ploiești-Pitești-Slatina-Sivstowo eingesetzt.

#### 1918
Am 14. März 1918 verlegte das Regiment über Kiew und Odessa nach Nikolajew, wo es bis Anfang April 1918 Sicherungsaufgaben wahrnahm. Am 18. und 19. April 1918 eroberte es die Landenge bei Perekop auf der Krim. Bis 2. Mai 1918 verblieb das Regiment auf dem Ostteil der Krim als Besatzungstruppe. Am 2. Mai 1918 nahm das Regiment Kertsch ein. Am 24. Mai 1918 war das Regiment am Gefecht bei Eigenfeld auf der Krim, heute Ujutnoe, beteiligt. Nach Erreichen von Grammatikowa am 26. April war es bis Ende Juni als Besatzung von Taurien eingesetzt. Mitte Dezember 1918 stand das Regiment nördlich Lugansk an der Ostgrenze der Ukraine.
Die Gesamtverluste des Regiments an Toten während des Ersten Weltkriegs wurden mit 12 Offizieren sowie 194 Unteroffizieren und Mannschaften angegeben.

### Verbleib
Im Januar 1919 rückte das Regiment zur Heimkehr nach Bayern aus dem Osten ab. Nach dem Eintreffen in die Garnison wurde das Regiment demobilisiert und am 30. September 1919 schließlich aufgelöst.
Die Tradition übernahm in der Reichswehr die 4. Eskadron des 17. (Bayerischen) Reiter-Regiments in Straubing.

## Märsche
- Parademarsch zu Fuß: „Militärmarsch“ von Ludwig Rixner
- Parademarsch im Schritt: „Militärmarsch“ von Ludwig Rixner
- Parademarsch im Trab: „Maiglöckchenpolka“ von Gustav Michalis
- Parademarsch im Galopp: „Galoppmarsch“ von Johann Sonntag
- Präsentiermarsch: „Kreuzritterfanfare“ von Richard Henrion

## Gedenken
- Im Landkreis Altötting besteht zur Erinnerung an das Schwere-Reiter-Regiment ein Traditionsverein. Er tritt jedes Jahr beim Wintertreffen der Königstreuen in Gammelsdorf in historischer Uniform auf.
- In der Bayern-Kaserne in München steht das Ehrenmal des 1. Schwere-Reiter-Regiments.
- Die Schwere-Reiter-Straße im Münchner Stadtteil Schwabing wurde nach dem Regiment benannt.

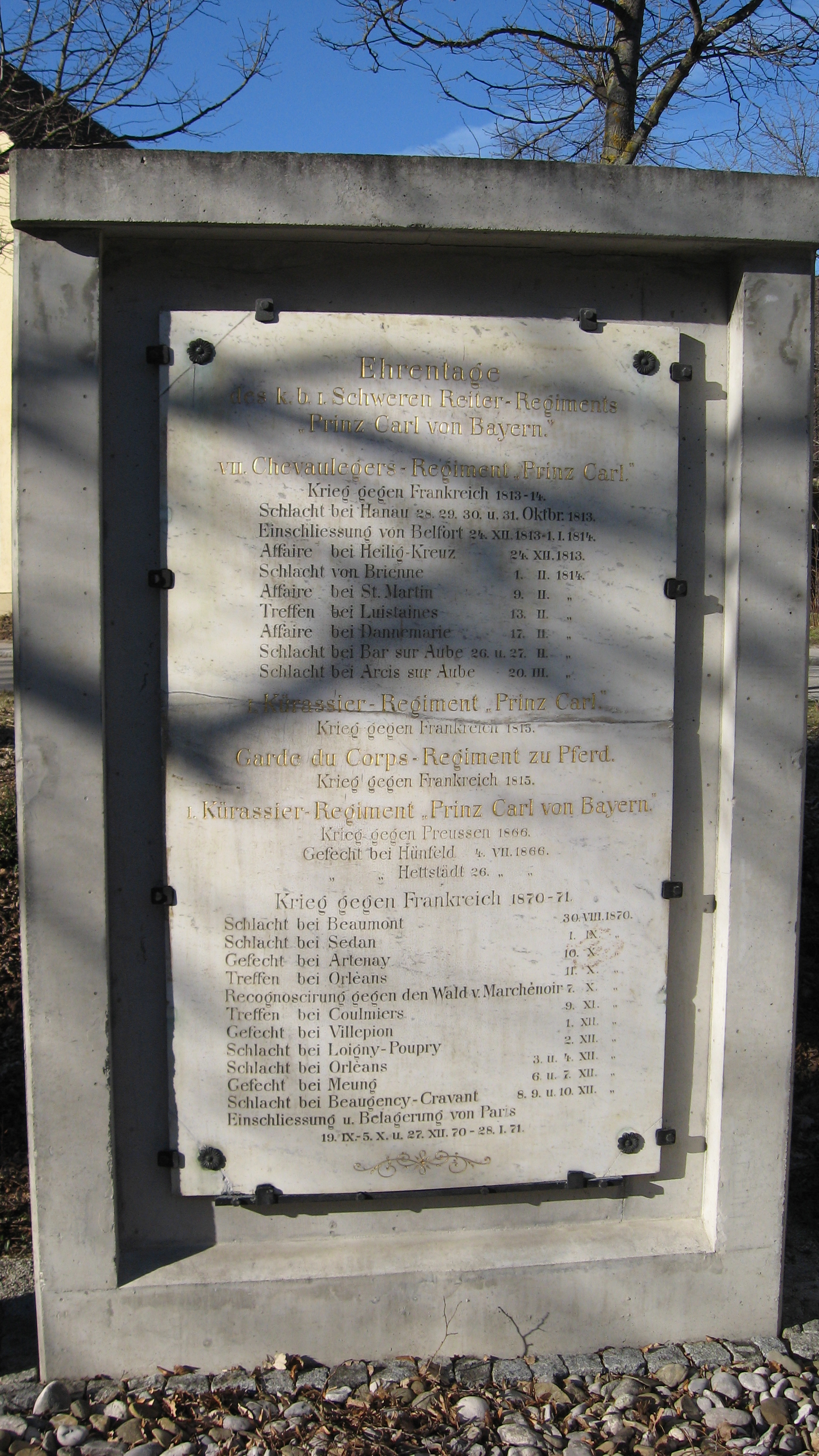
Denkmal des 1. Schwere-Reiter-Regiments linke Tafel (2008)
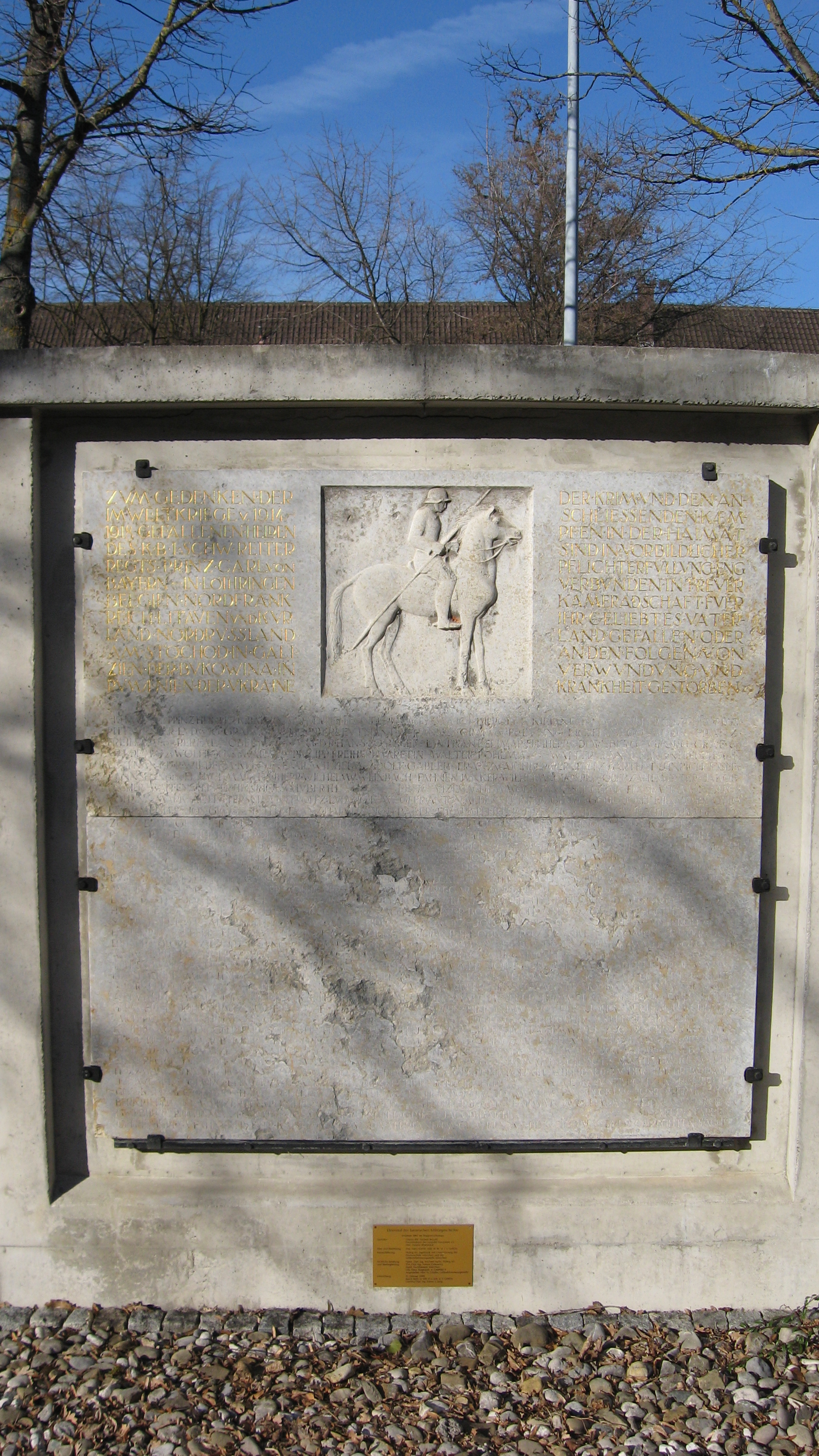
Denkmal des 1. Schwere-Reiter-Regiments Mitte (2008)
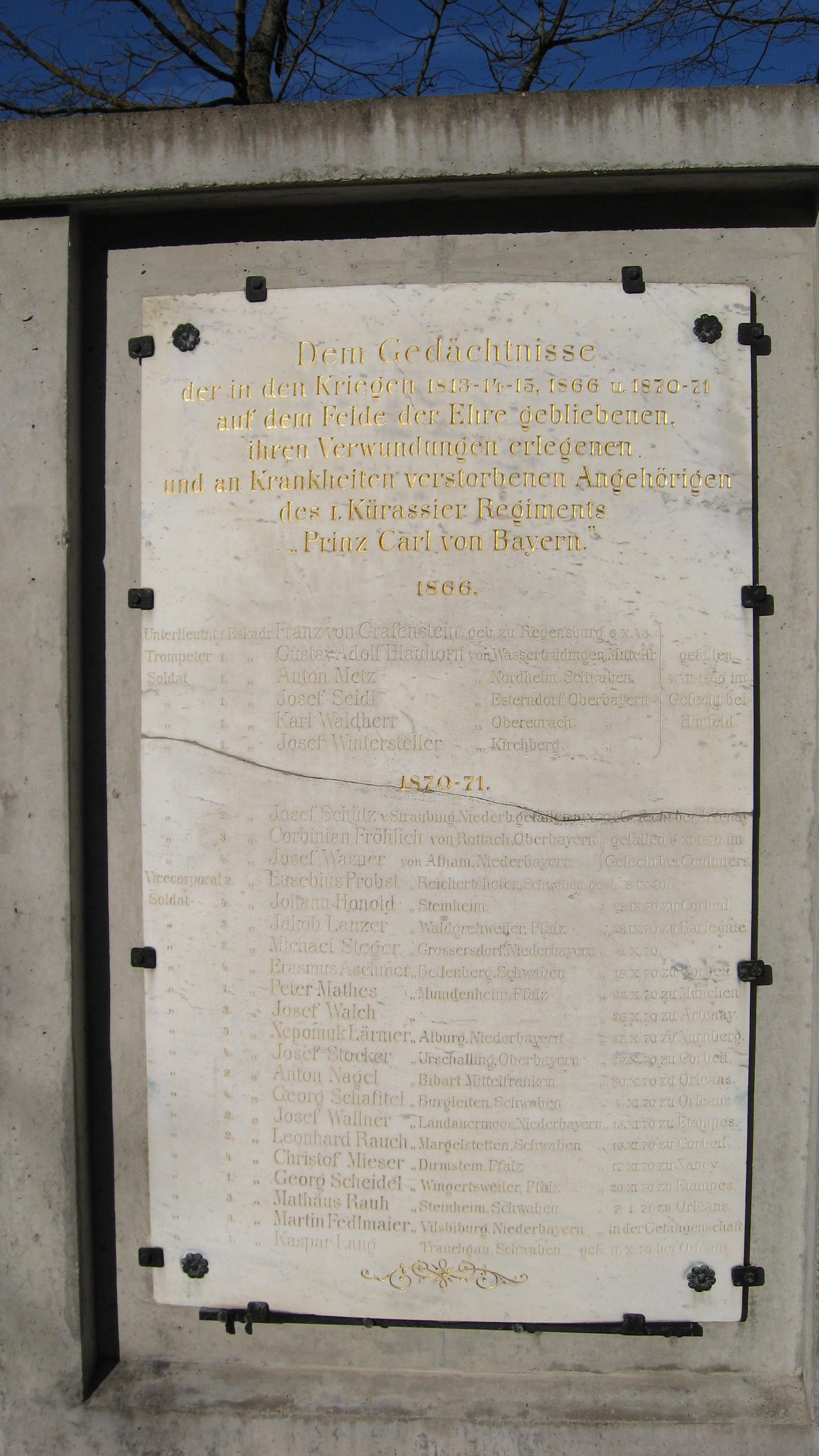
Denkmal des 1. Schwere-Reiter-Regiments rechte Tafel (2008)